# Koeberliniàcies
Koeberlinia spinosa és una espècie de planta nativa del sud-oest dels Estats Units i del nord de Mèxic. És una espècie monotípica del gènere Koeberlinia, considerada de vegades monotípic de la família Koeberliniaceae. De vegades es considera membre de la família de la tàpera Capparaceae. És un arbust que fa fins a 4 m. Les fulles són rudimentàries, com petites escates caducifòlies. La punta de cada tija acaba en una espina llarga. La major part de la fotosíntesi es fa en les tiges. Floreix de forma abundosa. Els fruits són en baia negra de pocs mm i atractives pels ocells.
Koeberlinia spinosa es pot trobar a l'altiplà de Mèxic i fins al desert de Sonora, i sud d'Arizona.